# Гмюнд-ин-Кернтен
Гмюнд-ин-Кернтен (нем. Gmünd in Kärnten) — город и городская община в Австрии, в федеральной земле Каринтия.
Входит в состав округа Шпитталь-ан-дер-Драу. Население составляет 2605 человек (на 7 марта 2011 года). Занимает площадь 31,59 км². Официальный код — 2 06 08.

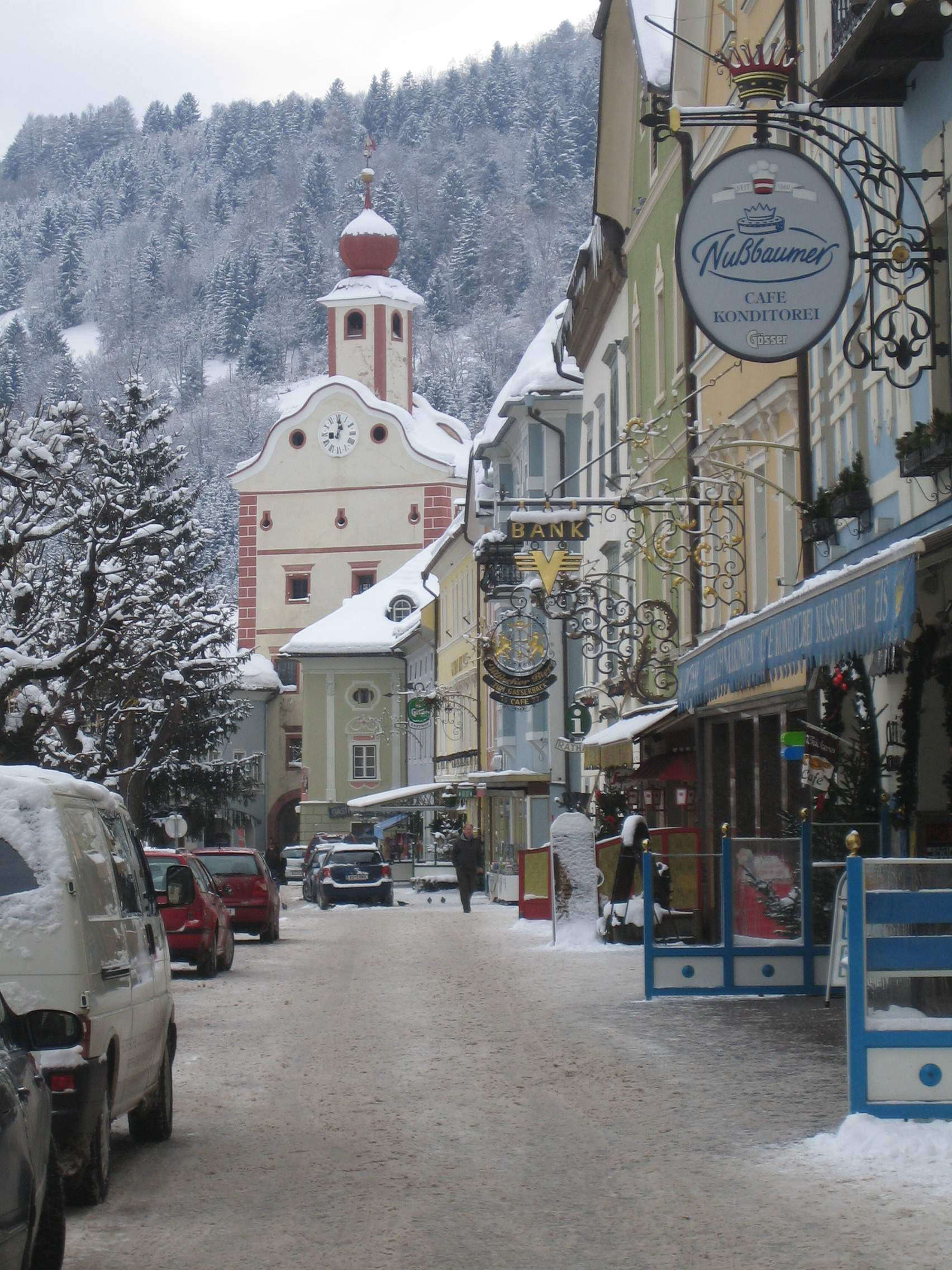
Гмюнд

## Политическая ситуация
Бургомистр общины — Йозеф Юри (АБА) по результатам выборов 2009 года.
Совет представителей общины (нем. Gemeinderat) состоит из 19 мест.
Распределение мест:
- АНП занимает 4 мест;
- СДПА занимает 5 мест;
- АБА занимает 10 мест.

## Музей Порше
В частном музее Хельмута Пфейхофера расположена коллекция автомобилей Porsche. В Гмюнд-ин-Кернтен основателем компании Фердинандом Порше был собран первый автомобиль.

## Разделённая церковь
Недалеко от Гмюнд-ин-Кернтена расположена Разделённая церковь.